# 黑龍江瘋鱨
黑龍江瘋鱨，為輻鰭魚綱鯰形目鱨科的其中一種，為溫帶淡水魚類，分布於亞洲阿穆爾河流域，體長可達45公分，棲息在底層水域，生活習性不明。

## 扩展阅读
維基物種上的相關：黑龍江瘋鱨